# 360. п. н. е.

## Рођења
- Лизимах